# Картер, Тайлер
Дерек Тайлер Картер (род. 30 декабря 1991, Хабершем, Джорджия, США) — американский музыкант, певец и продюсер. Известен как бывший вокалист рок-групп «Woe, Is Me» и «Issues». 13 января 2015 года выпустил свой первый сольный альбом «Leave Your Love», который стал отступлением от его привычного звучания и был записан в стиле электропоп, элементы которого проскакивали в творчестве обоих коллективов.

## Музыкальная карьера

### «A Path Less Traveled» (2008)
Свою музыкальную карьеру Картер начал в 2008 году в группе A Pass Less Travelled из Бьюфорда, штат Джорджия. Вместе с коллективом Тайлер записал альбом From Here On Out. Через год Картер покинул группу.

### «Woe, Is Me» (2009—2013)
В 2009 году Тайлер был приглашен в качестве вокалиста в Woe, Is Me. Сразу же после прихода Картера группа записала первое демо. В 2010 году вышел первый альбом коллектива, Numbers. 18 сентября 2013 года состав Woe, Is Me полностью сменился. Прежние участники (с Тайлером в их числе) покинули группу. Вскоре Картер создал собственный проект.

### «Issues» (2012—н.в.)
Летом 2012 года Тайлер основал группу Issues. Через какое-то время состав коллектива пополнили музыканты, в 2009—2013 гг. выступавшие с Картером в Woe, Is Me. Вскоре группа выпустила мини-альбом Black Diamonds.
18 февраля 2014 года вышел альбом Issues, получивший положительные отзывы критиков и занявший 9-е место в чарте Billboard 200. В делюкс-версию альбома вошли треки с Black Diamonds, исполненные симфоническим оркестром.
20 мая 2016 года вышел второй альбом группы под названием Headspace. 4 октября 2019 года вышел третий альбом Beautiful Oblivion.

### Сольная карьера
Кроме деятельности в Issues, у Тайлера есть и свой сольный R'n'B-проект. Сначала Картер занимался записью каверов, но в 2015 году выпустил свой первый мини-альбом Leave Your Love. В 2019 году вышел первый сольный альбом Картера Moonshine.
В 2015 году Тайлер был одним из кандидатов на пост вокалиста металкор-группы Asking Alexandria  вместо ушедшего Дэнни Уорснопа, но в итоге выбор пал на Дениса Шафоростова из Down & Dirty.

## Личная жизнь
Картер является бисексуалом. В 2015 году он совершил каминг-аут. Одно время певец встречался с Алисией Рэмзделл — участницей 14-го сезона реалити-шоу «Bad Girls Club». Сейчас состоит в отношениях с Трентом Мореем Леффлером.
Играть на барабанах Тайлер начал ещё в детстве. Одно время он выступал в музыкальной группе своей школы.
В октябре 2008 года лучший друг Картера был сбит насмерть пьяным водителем. С этого момента Тайлер решил оставить музыку и стать психиатром. Уже заканчивая университет, он был приглашен в Woe, Is Me  и принял решение возобновить музыкальную карьеру.

## Дискография
Вместе с «A Path Less Traveled»
- From Here on Out (собственный релиз)

Вместе с «Woe, Is Me»
- Numbers (Rise Records, 2010)

Вместе с «Issues»
- Black Diamonds EP (Rise Records, 2012)
- Hooligans — Single (Rise Records, 2013)
- Issues (Rise Records, 2014)
- Diamond Dreams EP (Rise Records, 2014)
- Headspace (Rise Records, 2016)
- Beautiful Oblivion (Rise Records, 2019)

Сольная карьера
- Side to Side — Single (2012)
- Collins Hill (featuring Chris Schnapp) — Single (2013)
- Make It Snow (featuring Scout) — Single (2013)
- Leave Your Love EP (2015)
- Moonshine (2019)